# Blues rock
Blues rockul este un gen de muzică fusion care combină elemente de blues și rock. Este în mare parte o muzică ce utilizează instrumente similare bluesului și rockul electric: chitară electrică, chitară bas electrică și baterie, uneori claviatură și armonică. De la începuturile sale până la  mijlocul anilor 1960, blues-rockul a trecut prin mai multe schimbări stilistice, inspirându-se și influențând la rândul său hard rockul, rockul sudic și heavy-metalul timpuriu. Blues-rockul continuă să fie popular în prezent, cu înregistrări și concerte ale unor artiști populari.